# L'Arumí de Palau
L'Arumí de Palau és una masia barroca de Granollers de la Plana, al municipi de Gurb (Osona) inclosa a l'Inventari del Patrimoni Arquitectònic de Catalunya.

## Descripció
Masia de planta rectangular, coberta a doble vessant. A la part frontal hi ha tres pisos de porxos que la caracteritzen i defineixen com una de les cases senyorials de Granollers de la Plana.
Està envoltada d'arbres i jardins. El seu emplaçament la relaciona amb l'ermita de Santa Maria de Palau, situada a uns 500 m.
Entre la masoveria, annexionada a la masia, i l'ermita, fora els límits del jardí, hi ha el paller, actualment inutilitzat, que combina la utilització d'elements constructius de pedra i de fusta, a la base i a la part superior respectivament.

## Història
La seva tipologia i la seva situació fan pensar en una de les construccions del segle xviii de caràcter senyorial que va deixant a part la seva dedicació als treballs agrícoles per esdevenir segona residència.